# モンテネグロ王国

モンテネグロ王国
Краљевина Црнa Горa (セルビア語)
Kraljevina Crna Gora (セルビア語)

国歌: Ubavoj nam Crnoj Gori
私たちの美しいモンテネグロ
モンテネグロ王国の位置（1914年）

モンテネグロ王国（モンテネグロおうこく、セルビア語: Краљевина Црнa Горa / Kraljevina Crna Gora）は、1910年から1916年の間にバルカン半島の現在のモンテネグロにあった王国である。形式上は1918年まで存続した。

## 歴史
モンテネグロの主教公（Vladika）であったダニーロ1世は1852年に世俗公（књаз、prince）を自称し、モンテネグロ公国を建国した。暗殺されたダニーロ1世の後を継いだニコラ1世は1905年に憲法を改正し、元首の称号を「公」から「王(Краљ)」へと昇格させた。ニコラ1世は1910年に即位し、正式にモンテネグロ王国が成立した。首都はツェティニェ。立憲君主制を採用していたが実質的には絶対君主制国家であった。
バルカン戦争で戦勝国として領土の拡張に成功した。1914年の第一次世界大戦ではセルビア王国を支援するため連合国側に立ち参戦したが、セルビアが大敗したためオーストリア・ハンガリー帝国軍の侵入を許し、全土を占領された。1916年1月15日に王国政府は降伏を受諾したが、ニコラ1世はこれを受け入れず、イタリアを経由してボルドーに亡命し、抵抗を続けた。
その頃汎スラヴ主義に基く、セルビア王国主導のスラヴ人合同、すなわちユーゴスラビア委員会を代表とするユーゴスラビア建国の動きが運動が活発化しており、1917年には1917年7月20日コルフ宣言を採択してモンテネグロとセルビア王国、クロアチア、スロベニア、マケドニアの合同が宣言された。1918年10月にポドゴリツァで開催されたポドゴリツァ議会はニコラ1世の廃位とセルビアへの統合を宣言し、1918年12月1日にセルブ・クロアート・スロヴェーン王国の成立が宣言された。連合国全てがこの措置を承認したのは1922年のことである。
国王ニコラ1世はこの動きが不当であると王位を主張し続け、彼の宮廷は孫に当たるミハイロ・ペトロヴィチ（国王としての名はミハイロ1世）がユーゴスラビア王国を承認する1929年まで亡命政権として存続している。第二次世界大戦時にはモンテネグロを占領したイタリア王国によって傀儡政権としてのモンテネグロ王国の再建が検討された（イタリア支配下のモンテネグロ）。ミハイロは国王への就任を打診されたが拒否し、後に強制収容所に送られている。
2011年にモンテネグロ政府は伝統を維持するために、ペトロヴィチ＝ニェゴシュ財団を設立し、代表である王家の当主に大統領と同じ給与を支払うなどの王家礼遇法を採択している。

## 歴代国王
- ニコラ1世（在位：1910年-1918年、ただし亡命政権において1921年に崩御するまで王位を主張し続けた）

### 亡命政権期の『国王』
- ニコラ1世（名目上の在位：1918年-1921年）
- ダニーロ（王太子。ニコラ1世の死後王位継承権を返上する。：1921年3月1日-3月7日）
- ミハイロ1世（名目上の在位1921年-1929年。1929年の成人後に王位請求権を放棄し、ユーゴスラビアを承認）

## 歴代首相
- ラザル・トマノヴィッチ（Lazar Tomanović、1910年-1912年）
- ミタル・マルティノヴィッチ（Mitar Martinović、1912年-1913年）
- ヤンコ・ヴコティッチ（Janko Vukotić、1913年-1915年）
- ミロ・マタノヴィッチ（Milo Matanović、1915年-1916年）

### 亡命政権の首相
- ラザル・ミユシュコヴィッチ（Lazar Mijušković、1916年）
- アンドリヤ・ラドヴィッチ（Andrija Radović、1916-1917年）
- ミロ・マタノヴィッチ（Milo Matanovic、1917年）
- エヴゲニイェ・ポポヴィッチ（Evgenije Popović、1917年-1919年）
- ヨヴァン・プラメナツ（Jovan Plamenac、1919年-1921年）
- アント・グヴォズデノヴィッチ（Anto Gvozdenović、1921年-1922年）
- ミルティン・ヴチニッチ（Milutin Vučinić、1922年）
- アント・グヴォズデノヴィッチ（Anto Gvozdenović、1922年）